# Svartnäbbad mås
Svartnäbbad mås (Chroicocephalus bulleri) är en fågel i familjen måsar inom ordningen vadarfåglar. Den förekommer endast i Nya Zeeland. Naturvårdsunionen IUCN kategoriserar arten som nära hotad.

## Utseende

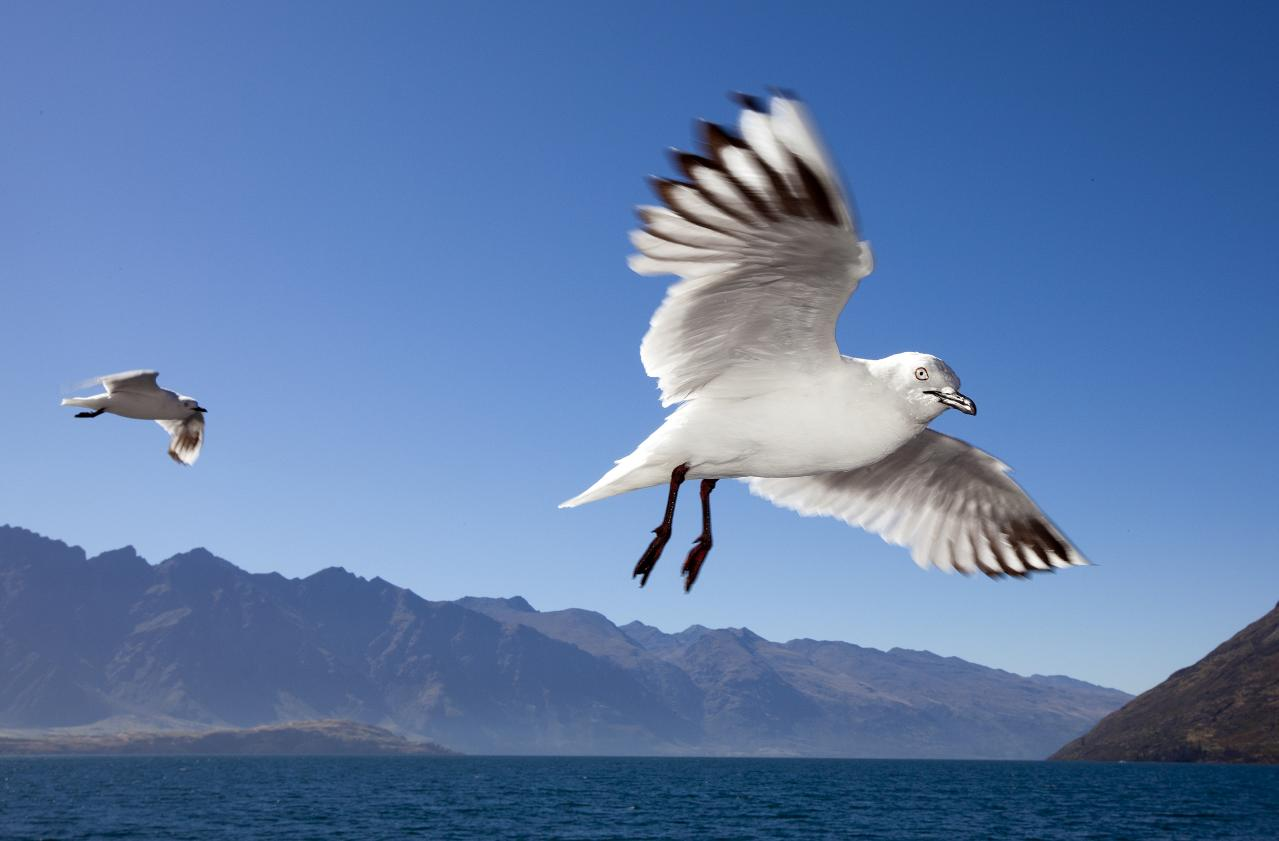

Svartnäbbad mås är en relativt blek mås, 37 cm, med silvergrå rygg och vingar och diagnostisk tunn och lång svart näbb. Ögonen är vita och benen svarta eller rödsvarta. Vingspetsarna är inramade av svart, mer utbrett hos ungfågeln. Liknande silvermåsen (Chroicocephalus novaehollandiae) har kortare och tjockare röd näbb, vingarna är mörkare grå och det svarta på vingspetsarna mer utbrett.

## Utbredning och ekologi

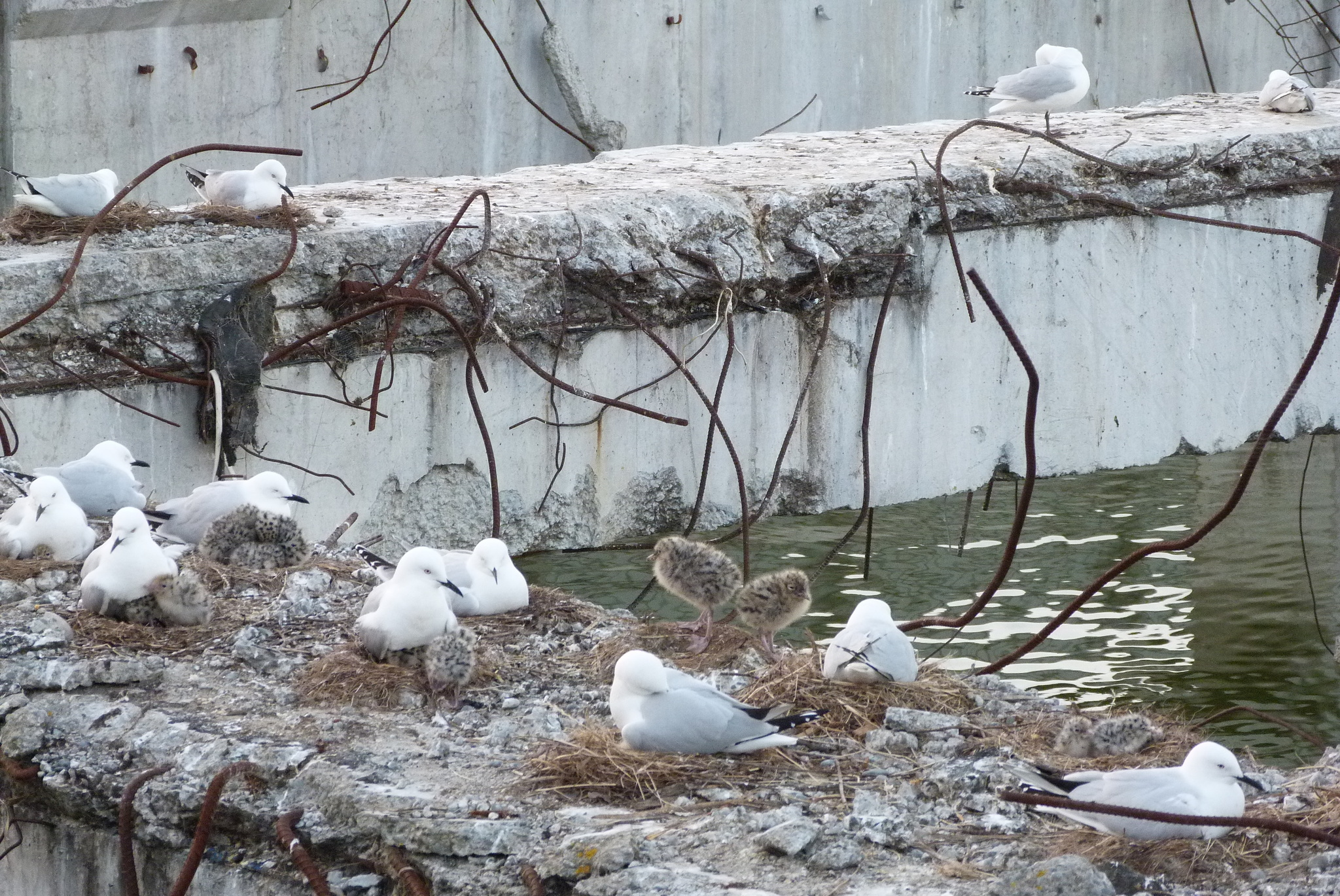
Häckande svartnäbbade måsar med ungar.

Fågeln häckar enbart på Nya Zeeland. 2016–2017 identifierades 60256 bon, av dessa häckade 55,9 % på Sydön, 34,3 % i Canterbury, 4,6 % i Otago, 2,6 % på West Coast, 1,6 % på Nordön, 0,6 % i Marlborough och 0,3 % i Tasman. På Nordön återfinns den vid sandtag, sjökanter och flodslätter. Den rastar och födosöker ofta i jordbruksområden, men söker också föda i städer. Häckning sker först vid två års ålder, men många börjar inte förrän de är sex år gamla. Honan lägger 1-4 spräckliga olivgröna ägg i september-januari. Både hanen och honan ruvar äggen i 20–24 dagar. Fågeln kan bli mer än 30 år gammal.

## Systematik
Länge placerades merparten av måsarna och trutarna i släktet Larus. Genetiska studier visar dock att arterna i Larus inte är varandras närmaste släktingar. Pons m.fl. (2005) föreslog att Larus bryts upp i ett antal mindre släkten, varvid svartnäbbad mås placerades i Chroicocephalus. Brittiska British Ornithologists’s Union (BOU) följde efter 2007, amerikanska  American Ornithologists' Union (AOU) i juli 2007 och Sveriges ornitologiska förening 2010. Även de världsledande auktoriteterna Clements m.fl. och International Ornithological Congress IOU har implementerat rekommendationerna in sin taxonomi, dock ännu ej BirdLife International.

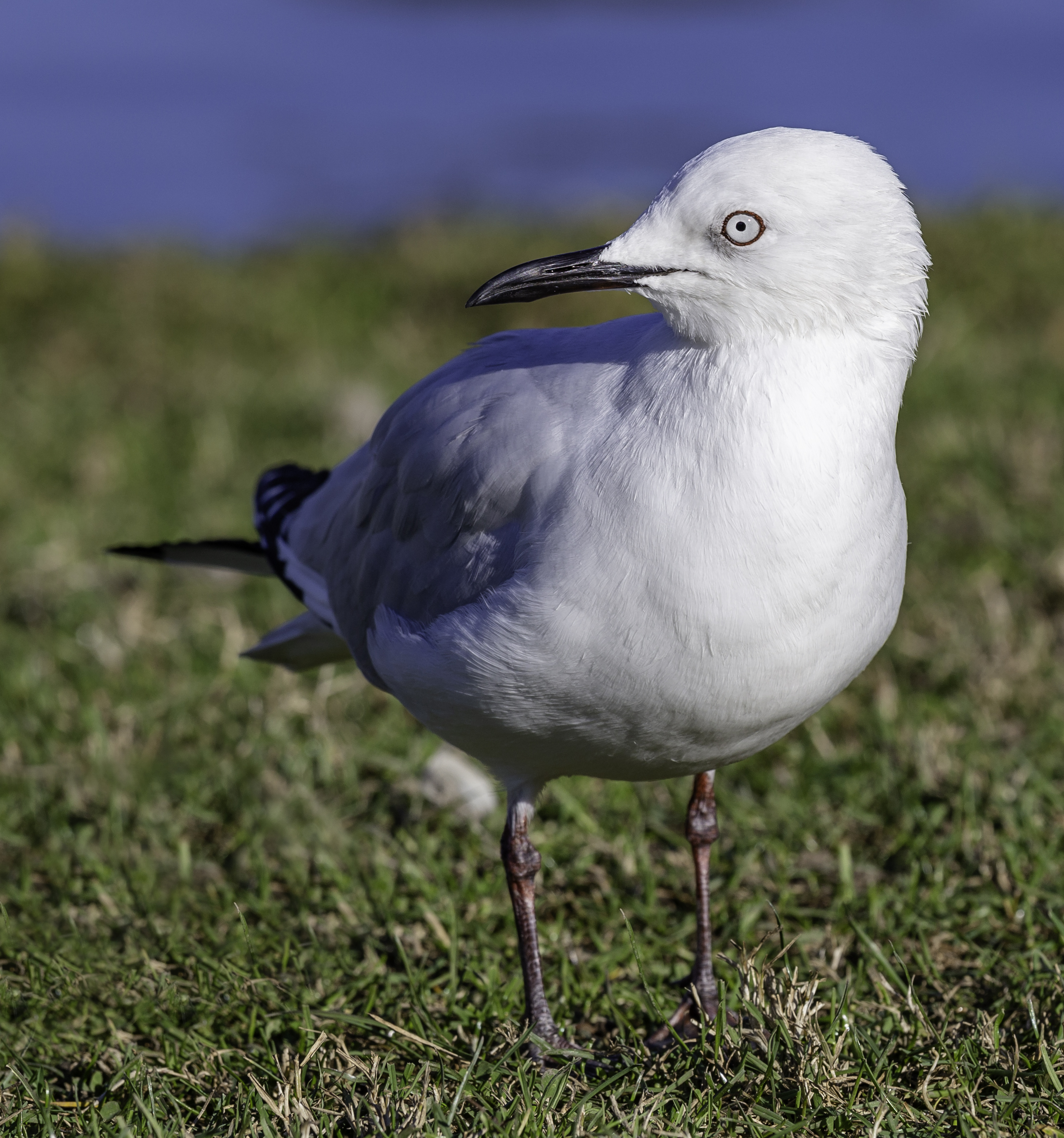

## Status
Beståndet uppskattas idag till mellan 90 000 och 121 000 vuxna individer. Tidigare undersökningar visar att arten minskat mycket kraftigt. Orsakerna tros vara flera: predation från brunråtta av ungar och ägg på Nordön, på Sydön vesslor och katter; störningar från friluftslivet och industrin vid häckningsplatserna och utbredning av invasiva växtarter. Senare studier visar dock på en större osäkerhet kring populationsutvecklingen, där arten i nuläget antingen har en stabil population eller minskar svagt. Från att tidigare ha betraktat svartnäbbad mås som starkt hotad kategoriserar internationella naturvårdsunionen IUCN numera arten som nära hotad.

## Namn
Fågelns vetenskapliga artnamn hedrar Walter Lawry Buller (1838-1906), nyzeeländsk advokat, ornitolog och samlare av specimen. På svenska har den även kallats maorimås.